# 愛知県スポーツ会館

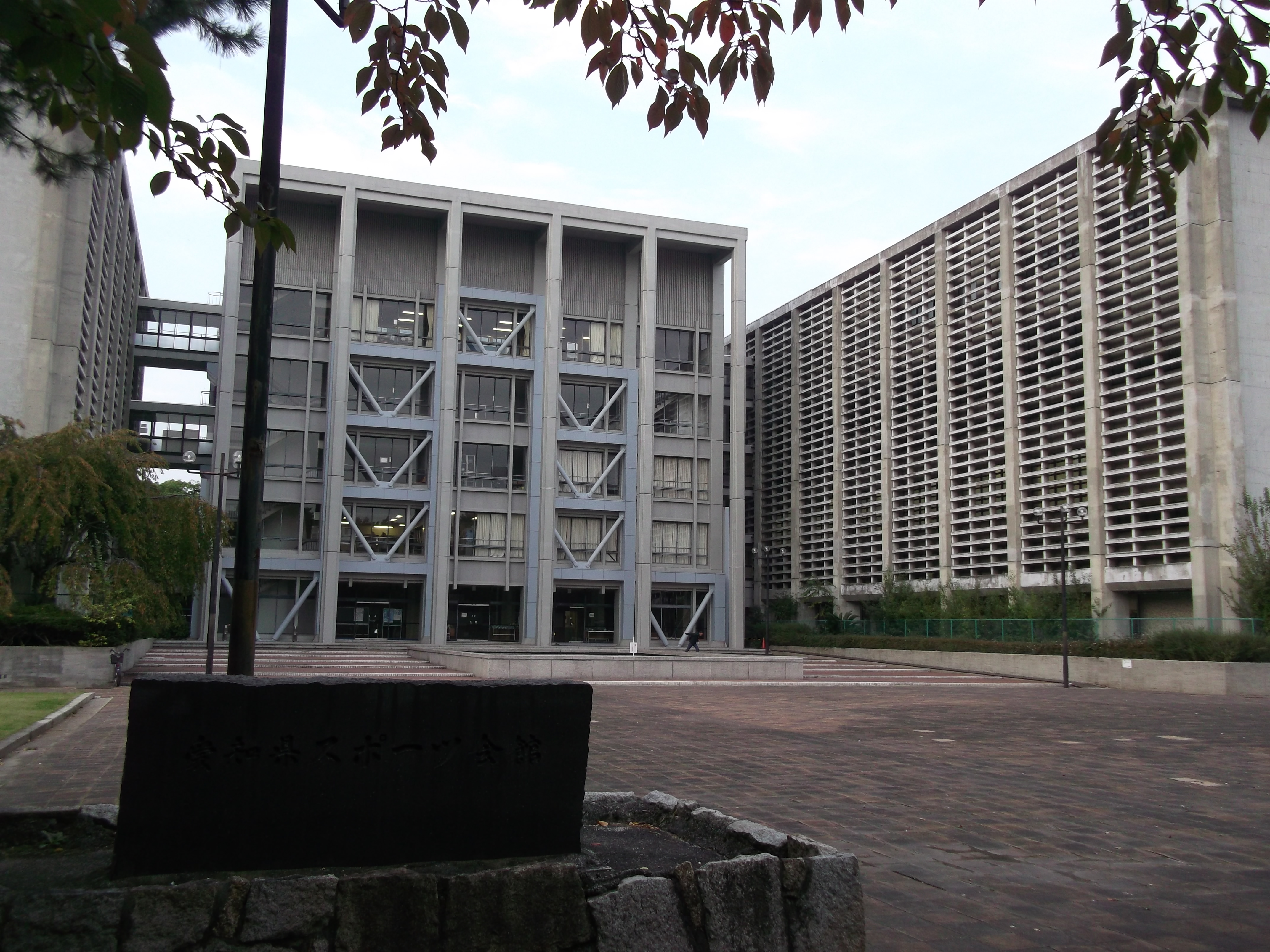
愛知県スポーツ会館（2013年（平成25年）11月）

愛知県スポーツ会館（あいちけんスポーツかいかん）は、愛知県名古屋市北区名城一丁目3番35号にあった愛知県教育・スポーツ振興財団が管理していた施設。

## 概要
地上5階・地下1階の建物に、5つの室内競技場とゴルフ練習場・会議室・軽運動場が設置されている。卓球場の利用が最も多いという。利用者は年間約20万人という。
現在の建物は1972年（昭和47年）4月完成と老朽化が進んでいるが、2012年（平成24年）現在、耐震工事は本館のみ完了している。耐震工事には6億円近く掛かる見込みで、名古屋市や民間によるスポーツ施設があり、県費により施設を存続させることに県民の理解が得にくいとして、愛知県の「愛知県第五次行革大綱」により施設の見直しが検討されている。
2019年（令和元年）10月30日愛知県は、2020年（令和2年）3月末で閉鎖すると発表。施設のある土地は元々国有地であり、それを貸借している名古屋市からさらに無償で借りている状態になっていた。すぐ南側にあたる名城公園野球場・名城プール一帯において愛知県体育館の新施設が計画されており、公園施設の代替敷地を名古屋市側が県側に求めていたため、県スポーツ会館を閉鎖し、名古屋市に敷地を返還することになった。名古屋市内にはスポーツ施設が多数整備されており、閉鎖しても支障がないと判断された。これに対して、「県スポーツ会館閉鎖の延期を求める市民の会」が閉鎖への反対署名を提出し、閉鎖する場合には新県体育館に卓球の練習設備を整備するよう求めた。県はスポーツ課は、スポーツ会館は予定通り閉鎖し、新体育館に卓球設備を設けるかどうかは未定としている。
閉鎖後の2020年（令和2年）5月1日より、愛知県テント・シート工業組合が施設を借り、新型コロナウイルス感染症対応の医療機関向けに使い捨て防護ガウンの梱包を行っている。

## 沿革
- 1950年（昭和25年）4月 - 第5回国民体育大会事務局と各競技団体の連絡事務所として愛知県スポーツ会館が発足[1]。愛知県庁前広場において木造2階建ての建物だった[1]。
- 1955年（昭和30年）2月 - 愛知県庁西庁舎の北に5階建ての会館を新築し、移転[1]。
- 1972年（昭和47年）4月 - 現在地に移転[1]。
- 2020年（令和2年）3月31日 - 閉館[新聞 1]。

## 所在地
- 愛知県名古屋市北区名城1丁目3番地35号北緯35度11分29.5秒 東経136度54分3.2秒 / 北緯35.191528度 東経136.900889度座標: 北緯35度11分29.5秒 東経136度54分3.2秒 / 北緯35.191528度 東経136.900889度

### WEB
1. ↑  愛知県スポーツ会館. “施設案内”. 2014年9月18日閲覧。
2. 1 2  愛知県議会. “委員会審査状況 文教委員会 平成24年3月15日”. 2014年9月18日閲覧。
3. ↑  愛知県総務部総務課行政改革推進グループ (2011年12月). “行革大綱に係る重点改革プログラム” (pdf). p. 23. 2014年9月18日閲覧。
4. ↑  まいどなニュース特約・AYA (2020年5月17日). “「使い捨て防護ガウン」愛知のテント業界14社が結集して生産　目標は「2カ月で10万枚」” 2020年5月21日閲覧。

### 新聞
1. 1 2 3 4 5 6  「県スポーツ会館　閉鎖へ　新体育館計画巡り　跡地、名古屋市に返還」『中日新聞朝刊県内版』2019年10月31日、16面。
2. ↑  「県スポーツ会館閉鎖　延期望む署名1523人分　市民の会が提出」『中日新聞朝刊県内版』2020年3月31日、16面。

### 書籍
1. 1 2 3 4 5 6 7  高橋正五郎 1976, p. 64.
2. 1 2  杉藤貴浩 2014, p. 13.